# 10333 Portnoff
10333 Portnoff è un asteroide della fascia principale. Scoperto nel 1991, presenta un'orbita caratterizzata da un semiasse maggiore pari a 2,8908080 au e da un'eccentricità di 0,1537163, inclinata di 4,39540° rispetto all'eclittica.